# Nepomyšl
Nepomyšl (deutsch Pomeisl) ist eine Minderstadt in Tschechien. Sie liegt acht Kilometer westlich von Podbořany und gehört zum Okres Louny.

## Geographie
Nepomyšl befindet sich in den östlichen Ausläufern des Duppauer Gebirges an der Einmündung des Baches Rohozecký potok in den Dolánecký potok. Nordöstlich erhebt sich der Ptačí vrch (Vogelherd, 436 m), im Südosten die Velká (Welka, 492 m), südlich der Chlum (539 m) sowie im Nordwesten der Podháj (Hauberg, 467 m). Im Süden liegt der Teich Nepomyšlský rybník.
Nachbarorte sind Mašťov und Němčany im Norden, Brody und Krásný Dvůr im Nordosten, Buškovice im Osten, Velká, Dvérce, Kružín und Vroutek im Südosten, Dětaň im Süden, Lina, Valeč und Nová Ves im Südwesten, die Wüstung Emanuelův Dvůr und Podbořanský Rohozec im Westen sowie Chmelištná im Nordwesten.

## Geschichte

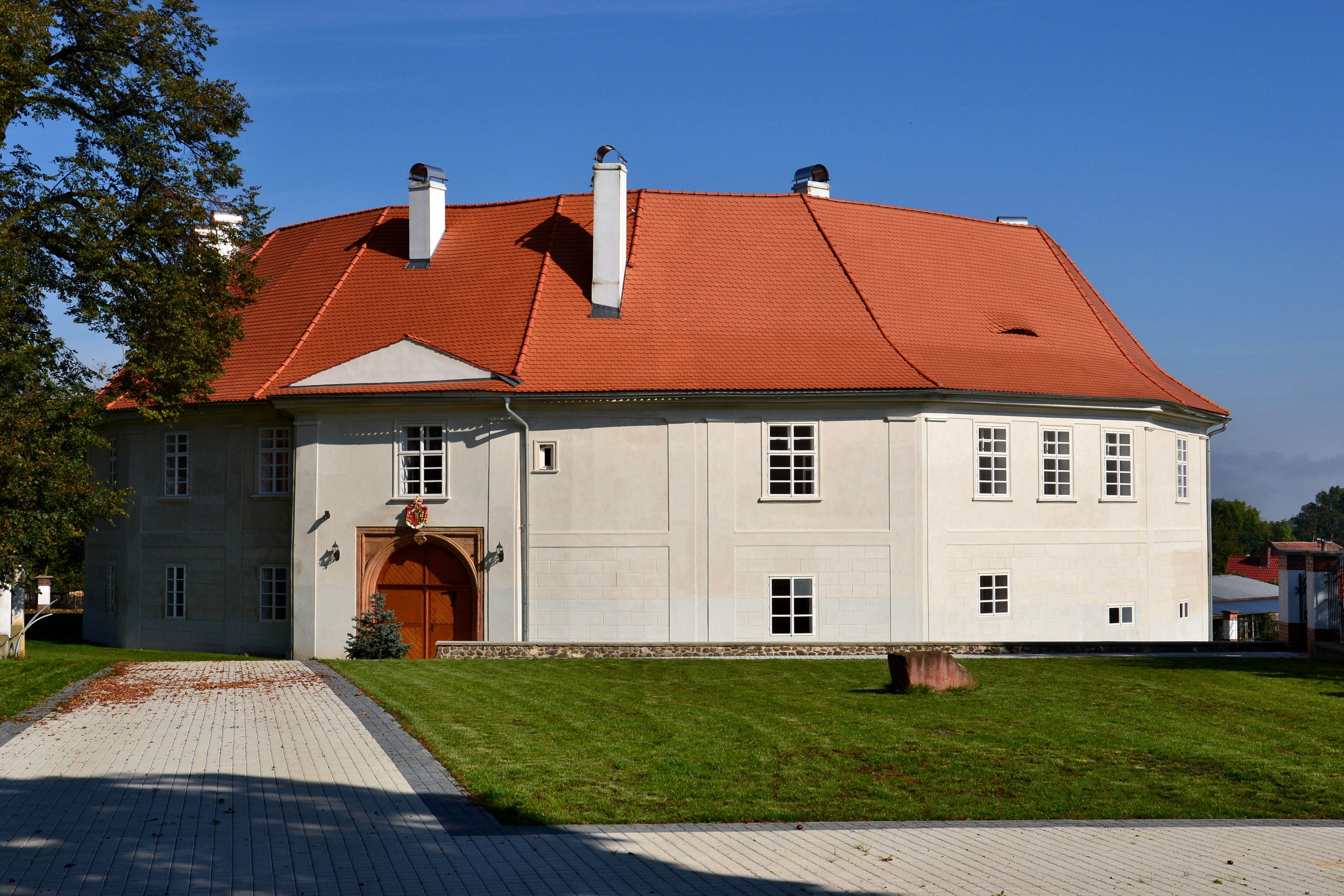
Schloss Nepomyšl

Die erste urkundliche Erwähnung des Dorfes erfolgte im Jahre 1361 als Besitz des Peter von Janowitz. Den Herren von Janowitz folgte 1409 Elisabeth Kolditz von Dubá, ab 1417 Ctibor Čepec von Libiše sowie ein Jahr später Heinrich  von Elsterberg, Albrecht von Kolditz und Ulrich von Koněprusy. Später entstand in Nepomyšl ein Vladikensitz, als dessen älteste Besitzer im Jahre 1500 die Brüder Johann und Heinrich von Údrč bekannt sind. Ab 1519 besaßen die Burggrafen von Leisnig (z Leisneka) Nepomyšl und nach Hugo von Leisnigs Tode gingen die Güter an seine Tochter Amabilia und deren Mann Philipp Graf von Mansfeld über. 1539 veräußerte dieser Nepomyšl an seinen Schwager Albin Schlick zu Weißenkirchen. Bei einer Erbteilung erhielt Heinrich von Gutstein 1566 die halbe Herrschaft; die andere Hälfte kaufte er 1571 seiner Halbschwester Lucretia Schlick ab. Während seiner Herrschaft begann wahrscheinlich der Umbau der Feste zu einem zweigeschossigen Schloss. 1589 war die Herrschaft so überschuldet, dass sie versteigert werden musste und an die Brüder Heinrich, Wenzel, Johann, Asmann und Adam von Steinbach (ze Štampachu) überging. Nach der Schlacht am Weißen Berg wurden 1623 die Christoph Adam von Steinbach gehörigen Güter Nepomyšl, Zlovědice und Holetice konfisziert. Der Hof Nepomyšl einschließlich des Schlosses sowie einer Brauerei und Mühle wurde für 8000 Meißnische Schock an Hermann von Questenberg verkauft. Während des Dreißigjährigen Krieges plünderten die Schweden den Ort. Bis zu seinem Tode im Jahre 1651 hatte Heinrich von Questenberg die Herrschaft noch um die Güter Kolešov, Strojetice und Soběchleby erweitert. Unter den Questenbergern wurde die verödete Gegend mit Deutschen wiederbesiedelt. Nepomyšl, das vor dem Krieg als ein Städtchen bezeichnet worden war, hatte alle seine Privilegien verloren. 1686 erbte Gundacker von Dietrichstein die Herrschaft. Er und sein Nachfolger Ferdinand Joseph ließen Umbauten am Schloss vornehmen. König Karl II. erteilte dem Ort 1717 das Privileg zur Abhaltung von zwei Jahrmärkten. Seit dem 18. Jahrhundert führt Pomeisl ein Stadtwappen. In der Mitte des 19. Jahrhunderts bildete der Markt Pomeisl / Nepomyšl das Zentrum einer stattlichen Herrschaft, zu der der Markt Kriegern/Kryry und die Dörfer Wärzen/Dvérce, Oberklee/Soběchleby, Strojetitz/Strojetice, Wießen/Běsno, Koleschau/Kolešov, Hohen Trebetitsch/Vysoké Třebušice, Lobeditz/Zlovědice und Holletitz/Holetice gehörten.
Nach der Aufhebung der Patrimonialherrschaften bildete Pomeisl / Nepomyšl ab 1850 eine Marktgemeinde im Bezirk Podersam. Die schlechte Erreichbarkeit des abseits der Kaiserstraßen gelegenen Ortes wurde im 19. Jahrhundert sprichwörtlich und es wurde gespottet Rom liegt in der Mitte der Welt, Pomeisl mitten im Dreck. In der zweiten Hälfte des 19. Jahrhunderts ging die Allodialherrschaft Pomeisl an die Grafen von Herberstein, nachdem die Erbin Therese von Dietrichstein 1849 Friedrich von Herberstein geheiratet hatte. In der ersten Hälfte des 20. Jahrhunderts bestanden in Pomeisl drei Mühlen und eine Kaolinfabrik. 1930 hatte der Markt 1134 Einwohner.
Nach dem Münchner Abkommen wurde Pomeisl dem Deutschen Reich zugeschlagen und gehörte bis 1945 zum Landkreis Podersam. 1939 lebten in dem Ort 1132 Menschen. Nach dem Ende des Zweiten Weltkrieges kam Nepomyšl zur Tschechoslowakei zurück und die deutsche Bevölkerung wurde vertrieben. Die Güter der Grafen von Herberstein wurden 1945 enteignet und verstaatlicht. Nepomyšl sank nach 1948 zu einem Dorf herab.
Seit 1961 gehört Nepomyšl zum Okres Louny, zugleich wurden Chmelišťná, Dětaň und Dvérce als Ortsteile angeschlossen. 1980 wurde Podbořanský Rohozec mit Nová Ves eingemeindet. Podbořanský Rohozec wurde 1990 wieder eigenständig, Nová Ves verblieb bei Nepomyšl. Seit dem 10. Oktober 2006 ist Nepomyšl wieder ein Městys.

## Gemeindegliederung
Der Městys Nepomyšl besteht aus den Ortsteilen Chmelištná (Chmelischen), Dětaň (Gödesin), Dvérce (Wärzen), Nepomyšl (Pomeisl) und Nová Ves (Neudorf), die zugleich auch Katastralbezirke bilden. Zu Nepomyšl gehören außerdem die Ansiedlungen Ořkov (Worka) und Velká (Welka).

## Sehenswürdigkeiten
- Schloss  Nepomyšl, die seit 1500 nachweisliche Feste wurde zum Ende des 17. Jahrhunderts unter Gundakar und Ferdinand Josef von Dietrichstein zu einem Schloss umgebaut. Das bis 1945 im Besitz der Grafen von Herberstein befindliche Bauwerk sollte wegen Baufälligkeit 1989 abgerissen werden, doch wurde es 2012 von einem neuen Eigentümer renoviert.
- Kirche des hl. Nikolaus, der aus dem 14. Jahrhundert stammende Bau wurde im 18. Jahrhundert barockisiert
- Statue der Jungfrau Maria
- Reste der Burg Křečov, westlich des Ortes am Dolánecký potok, die seit 1338 als Besitz der Ritter von Křečov belegbare gotische Burg ist seit 1543 wüst
- Reste der Feste Lina, südwestlich zwischen Ořkov und Lina, über aus dem 14. bzw. 15. Jahrhundert stammende Herrensitz ist wenig bekannt
- ehemalige Kaolingruben mit dem Teich Nepomyšlský rybník, südlich des Ortes
- Kapelle am Dorfteich von Chmelišťná, erbaut 1793

## Söhne und Töchter der Gemeinde
- Anton Ludwig Hüttl (1732–?), Jesuit und Missionar in Mexiko
- Joseph Kerzkowsky (1791–1875), österreichischer Komponist
- Guido Klieber (1898–1959), deutscher Politiker, Reichstagsabgeordneter und Industriekaufmann
- Wenzel Rott, Lehrer, Heimatforscher und Chronist des Bezirkes Podersam